# 观凤乡
观凤乡，是中华人民共和国四川省南充市西充县曾经下辖的一个乡。2019年10月，撤销观凤乡、中岭乡、复安乡，将其所属行政区域划归凤鸣镇管辖。

## 行政区划
观凤乡撤销前下辖以下地区：
桥楼子村、亭子湾村、庞氏祠村、袁塘坝村、净土寺村、毛家桥村、金龟庵村、白象山村、杨家庙村、大玉皇宫村、小玉皇宫村、南北垭村和管家桥村。